# Cornélius Azaglo Augustt
 (mai 2021).
La mise en forme du texte ne suit pas les recommandations de Wikipédia : il faut le « wikifier ».
Les points d'amélioration suivants sont les cas les plus fréquents. Le détail des points à revoir est peut-être précisé sur la page de discussion.
- Les titres sont pré-formatés par le logiciel. Ils ne sont ni en capitales, ni en gras.
- Le texte ne doit pas être écrit en capitales (les noms de famille non plus), ni en gras, ni en italique, ni en « petit »…
- Le gras n'est utilisé que pour surligner le titre de l'article dans l'introduction, une seule fois.
- L'italique est rarement utilisé : mots en langue étrangère, titres d'œuvres, noms de bateaux, etc.
- Les citations ne sont pas en italique mais en corps de texte normal. Elles sont entourées par des guillemets français : « et ».
- Les listes à puces sont à éviter, des paragraphes rédigés étant largement préférés. Les tableaux sont à réserver à la présentation de données structurées (résultats, etc.).
- Les appels de note de bas de page (petits chiffres en exposant, introduits par l'outil «  Source ») sont à placer entre la fin de phrase et le point final[comme ça].
- Les liens internes (vers d'autres articles de Wikipédia) sont à choisir avec parcimonie. Créez des liens vers des articles approfondissant le sujet. Les termes génériques sans rapport avec le sujet sont à éviter, ainsi que les répétitions de liens vers un même terme.
- Les liens externes sont à placer uniquement dans une section « Liens externes », à la fin de l'article. Ces liens sont à choisir avec parcimonie suivant les règles définies. Si un lien sert de source à l'article, son insertion dans le texte est à faire par les notes de bas de page.
- La présentation des références doit suivre les conventions bibliographiques. Il est recommandé d'utiliser les modèles {{Ouvrage}}, {{Chapitre}}, {{Article}}, {{Lien web}} et/ou {{Bibliographie}}. Le mode d'édition visuel peut mettre en forme automatiquement les références.
- Insérer une infobox (cadre d'informations à droite) n'est pas obligatoire pour parachever la mise en page.

Pour une aide détaillée, merci de consulter Aide:Wikification.
Si vous pensez que ces points ont été résolus, vous pouvez retirer ce bandeau et améliorer la mise en forme d'un autre article.
Cornélius Yao Azaglo Augustt (né en 1924 à Kpalimé au Togo et mort le 25 mai 2001 à Bouaké, en Côte d'Ivoire) est un photographe ghanéen.

## Biographie
Né en 1924 à Kpalimé (Togo) de parents tous les deux éwé et originaires de la ville de Kéta (Ghana) où se trouve le "stool" (tabouret) symbolisant les ancêtres paternels. À la suite du décès de son père en 1929, il est confié à des membres de sa parenté résidant au Ghana où il est scolarisé jusqu'à l’obtention du certificat d’études en 1944. Il s'essaye ensuite à différents métiers (employé des postes puis du chemin de fer) tout en pratiquant la photographie en amateur pendant ses loisirs.
En 1950, il émigre à Bobo-Dioulasso (Burkina-Faso) à l’invitation d’un "grand-frère" qui lui a trouvé du travail dans une entreprise commerciale où il apprend les rudiments de la comptabilité. En parallèle, il fait son apprentissage de photographe avec deux compatriotes qui l’initient respectivement à la pratique de la photographie en studio (prise de vue et techniques de la chambre noire) et dans la rue avec un "box-camera". Cette pratique singulière appelée "wait and see" en anglais ("sur place" en français) a été diffusée dans toute l’Afrique de l’Ouest par des photographes originaires du Ghana et du Nigeria.
En 1955, il part pour Korhogo (Côte d’Ivoire) où, après avoir travaillé pendant trois ans en extérieur avec un box-camera, il gagne suffisamment d’argent pour s’acheter un appareil moyen-format Rolleiflex, un agrandisseur et ouvrir en 1958 un atelier baptisé "Studio du Nord" qui, à l’époque, était le seul en activité dans cette ville.
De 1958 à la fin des années 1970, comme tous ses collègues en Afrique de l’Ouest, Augustt a connu une période de grande prospérité : c’est l’âge d’or du portrait photographique en noir et blanc réalisé par des artisans qui maîtrisaient l’ensemble du processus opératoire de la prise de vue au tirage sur papier.
Si, au fil des années, l’installation de nouveaux praticiens a fait baisser progressivement son chiffre d’affaires, c’est l’ouverture en 1985 d’un premier laboratoire couleur à Korhogo qui devait entraîner sa chute. Cette mécanisation de la partie technique de la chaîne opératoire (développement des films et tirages sur papier) a été mise à profit par de jeunes Ivoiriens pour aller photographier les gens à leur domicile, sur leurs lieux de travail, là où ils se rassemblaient pour prier ou se divertir. Le développement de cette pratique en ambulatoire a entraîné rapidement la ruine des studios désertés par les clients au point que nombre de photographes en sont venus à jeter à la poubelle ou à brûler leurs collections de négatifs qui n’avaient plus d’utilité ni de valeur.
Un sort auquel les archives d’Augustt ont échappé grâce à sa rencontre en octobre 1993 avec un ethnologue qui décida d’en faire un objet d’étude scientifique tandis que d’autres acteurs (Afrique en créations, Revue noire) l’abordaient sous un angle esthétique. C’est ainsi que, dans les années qui suivirent, son œuvre fut portée à la connaissance d’un public international à travers des ouvrages de vulgarisation, des articles scientifiques et de nombreuses expositions faisant de lui une personnalité majeure de l’histoire de la photographie ouest-africaine aux côtés de Seydou Keïta, Malick Sidibé ou Philippe Koudjina.
En dehors des avantages symboliques (reconnaissance et prestige) que lui a apporté la reconnaissance de son travail, Augustt en a tiré des revenus suffisants pour passer les dernières années de sa vie dans une relative aisance avant de décéder d’une courte maladie le 25 mai 2001 à Bouaké (Côte d’Ivoire) à l’âge de 77 ans nous léguant des archives en tout point exceptionnelles.

## Expositions

### Expositions individuelles
- 1997 – "La vie quotidienne d'un photographe de studio en Côte d'Ivoire". Installation du studio d’Augustt (auteur : J.F. Werner, scénographe : J.P. Augry), Centre culturel français, Abidjan.

### Expositions collectives
- 1994 - "L'œil du temps, les photographes de Côte d'Ivoire", Centre culturel français, Abidjan.
- 1996 - "African Photographers, 1940 to Present", Guggenheim Museum, New York.
- 1996 - "Secondes Rencontres de la photographie africaine", Palais de la Culture, Bamako.
- 1997 - "Art et tradition du portrait en Afrique", Paris, FNAC-Étoile.
- 1997 - "Das Gesicht Afrikas", Gruner + Jahr-Presshaus, Hambourg.
- 1998-2003 - "L'Afrique par elle-même", Musée royal d'Afrique centrale de Tervuren (Belgique) et Revue Noire. Après avoir été présentée à la Maison européenne de la photographie (Paris) en 1998, cette exposition a ensuite voyagé jusqu'en 2003 en Europe (Allemagne, Angleterre, Italie, Belgique), au Brésil, en Afrique du Sud et aux USA.
- 1998 - "Snap me one ! Studiofotografen in Afrika", Stadtmuseum, Munich.
- 2000 - "Porträt Afrika", Haus der Kulturen der Welt, Berlin.
- 2001 - "Foire Internationale Africaine des Arts plastiques", Abidjan.

## Film documentaire
- 2001 : Djaatala de Dorris Haron Kasco